# Aurora (álbum de José Madero)
Aurora es el nombre del primer EP y el sexto en general del cantante mexicano José Madero, lanzado el 17 de marzo de 2023.

## Antecedentes
El EP se caracteriza plenamente por el clásico estilo sombrío y existencial que José pone en sus canciones, pero con la particularidad de que todas estas son acústicas. Asimismo, el contenido de las mismas abordan el tema de la vida privada y la invasión que hay sobre ella desde la perspectiva del cantante. Se desprenden sencillos como «Nueva Inglaterra» y «Domingo de ceniza».

## Lista de canciones
| N.º | Título                 | Duración |  |
| 1.  | «Casanova»             | 3:29     |  |
| 2.  | «Nueva Inglaterra»     | 3:21     |  |
| 3.  | «Aplaudan en silencio» | 3:35     |  |
| 4.  | «Domingo de ceniza»    | 3:48     |  |
| 5.  | «Posa y sonríe»        | 3:13     |  |
| 6.  | «Tiempo compartido»    | 3:18     |  |